# Бронкхорст
Бронкхорст (на нидерландски: Bronkhorst) е малък град в провинция Гелдерланд в Нидерландия със само 171 жители (2006 г.) и е четвъртият най-малък град в Нидерландия.
Намира се на източния бряг на река ИЙсел (IJssel), на около 15 км южно от Цутфен.
През 1482 г. получава права на град. Там от 1140 г. до ок. 1828 г. се намирал дворецът на господарите на Бронкхорст.